# Henri Hoevenaers
Henri "Rik" Hoevenaers (1 de maio de 1902 — 12 de novembro de 1958) foi um ciclista belga que competia tanto em provas de pista, quanto de estrada.

## Carreira
Hoevenaers competiu nos Jogos Olímpicos de Verão de 1924 em Paris, onde conquistou duas medalhas de prata, nas provas de estrada individual e contrarrelógio por equipes (junto com Alphonse Parfondry e Jean van den Bosch), e uma de bronze na perseguição por equipes (com Jean van den Bosch, Léonard Daghelinckx e Fernand Saivé). Também venceu a prova de estrada no Campeonato Mundial UCI de 1925. Hoevenaers se tornou profissional em 1926. Seu pai, Josef, e filho, Jos, foram ciclistas profissionais.